# Jean de Pechméja
Jean-Joseph de Pechméja, né le 25 janvier 1741 à Villefranche-de-Rouergue, mort le 8 mai 1785, à Paris, est un homme de lettres français.

## Biographie
(septembre 2020).

### Origine et formation
Fils de notaire, Jean de Pechméja est né dans une maison de la rue Haute-Saint-Jean à l’entrée d’une rue traversière appelée rue Pechméja. Envoyé jeune au collège des Doctrinaires de Villefranche, il se fait remarquer par la précocité de ses talents.
Les Doctrinaires ont gardé le souvenir de l’exercice qu’il soutient le 3 aout 1755, alors qu’il n’avait que treize ans.  Longtemps interrogé sur la rhétorique, les belles-lettres et la poésie, il répond avec une justesse, une présence d’esprit et une grâce au-dessus de son âge. Il adresse à l’assemblée, un compliment en prose au commencement de son exercice, et le termine par un remerciement en vers. Ces deux pièces, il les avait lui-même composées. Il remporte le premier prix de rhétorique.
Pechméja se sent attiré par la poésie, mais son père lui destine sa charge de notaire et il doit faire des études de droit à Toulouse. Il en profite pour concourir, en 1761, aux Jeux floraux avec une ode sur les avantages de la maladie qui fut remarquée et insérée au recueil. Étudiant également l’histoire, il étudie les littératures française et latine, s’exerçant surtout dans l’art de l’éloquence. Ayant fait preuve d’érudition à Toulouse, il acquiert une grande réputation de savoir, ce qui le décide à faire connaitre à son père sa résolution de se livrer exclusivement à l’enseignement des Lettres.

### Carrière
En 1762, à l’âge de vingt et un ans, il est nommé professeur d’éloquence au collège de la Flèche, où il prononce un discours remarqué à la rentrée des classes. Le 31 mai 1763, il récite une ode à l’occasion de la célébration de l’anniversaire d’Henri IV, fondateur du collège de la Flèche, une ode dont le Mercure de France rendit compte. La réputation de Pechméja ainsi faite à Paris, son compatriote Valadier l’attire dans la capitale. Avant de quitter la Flèche, il se présente aux Jeux floraux avec une épitre intitulée Épître aux enfants qui remporta le prix du genre, en 1764.
À Paris, Jean-Nicolas de Boullongne, un des intendants des finances, caissier du trésor royal lui confie l’éducation de son fils, qui devint maitre des requêtes. Valadier lui fait connaitre Necker et il écrivit dans le Mercure, dont l’abbé Raynal avait la direction.

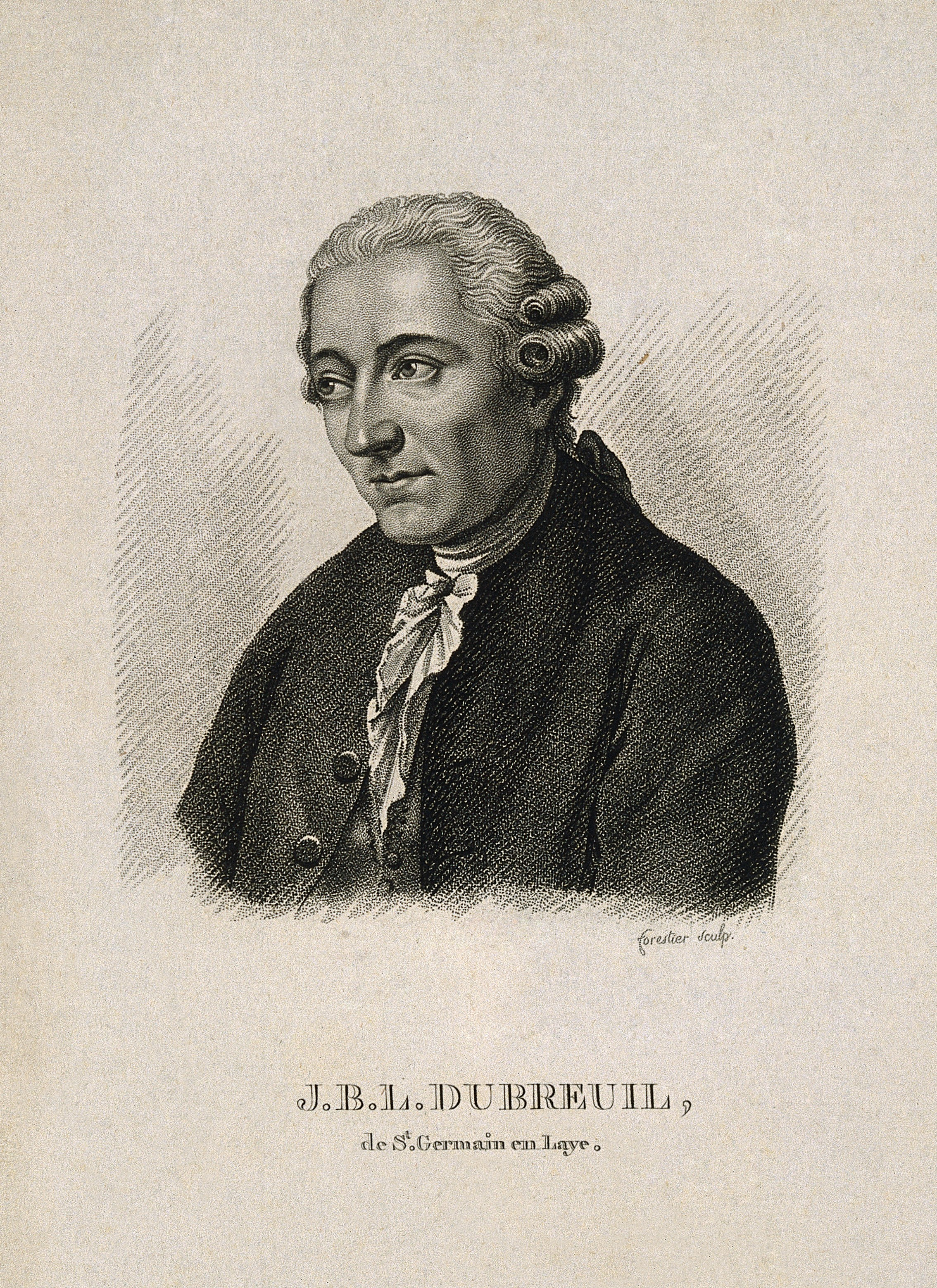
Jean Baptiste Léon Dubreuil (1743-1785).

En 1773, il concourt pour le prix de l’Académie française, qui propose l’éloge de Colbert, et remporte l’accessit. Profitant de ses succès, il appelle à son tour, à Paris, son camarade de collège et son compatriote, à l’existence duquel il avait lié la sienne : le médecin Jean Baptiste Léon Dubreuil (1743-1785). 
En 1776, Pechméja tombe malade. Sa présence de son ami Dubreuil contribua plus que les remèdes à lui rendre la santé. Dès lors tout fut commun entre les deux hommes. « Vous n’êtes pas riche, dit-on un jour à Pechméja. Mais, répondit-il, Dubreuil est riche. »
En 1778, sous le ministère Necker, Pechméja compose un mémoire sur l’établissement des assemblées provinciales dans le Berry et le Dauphiné, projet qui suscitait l'opposition des Parlements, des intendants et du conseil. Pechméja en démontre l’utilité et la nécessité. Necker lui en sut gré : lorsque, par arrêt du conseil du roi du 11 juillet 1779, l’assemblée de la Haute-Guyenne est formée, Pechméja est élu membre. Il y siège en 1779 et en 1780, en faisant partie du bureau des affaires extraordinaires et du bien public dont il est souvent le rapporteur. Il quitte cette assemblée en 1781, lorsque Necker démissionne de son ministère.
En 1785, son ami Dubreuil, qui avait été nommé, en 1777, médecin de la Charité royale de Saint-Germain-en-Laye (devenu Centre hospitalier intercommunal de Poissy-Saint-Germain-en-Laye) tombe dangereusement malade. Il appelle Pechméja et lui dit tout bas : « Mon ami, la maladie dont je suis atteint est contagieuse ; je ne puis permettre qu’à toi de me donner des soins ; fais retirer tout le monde. »

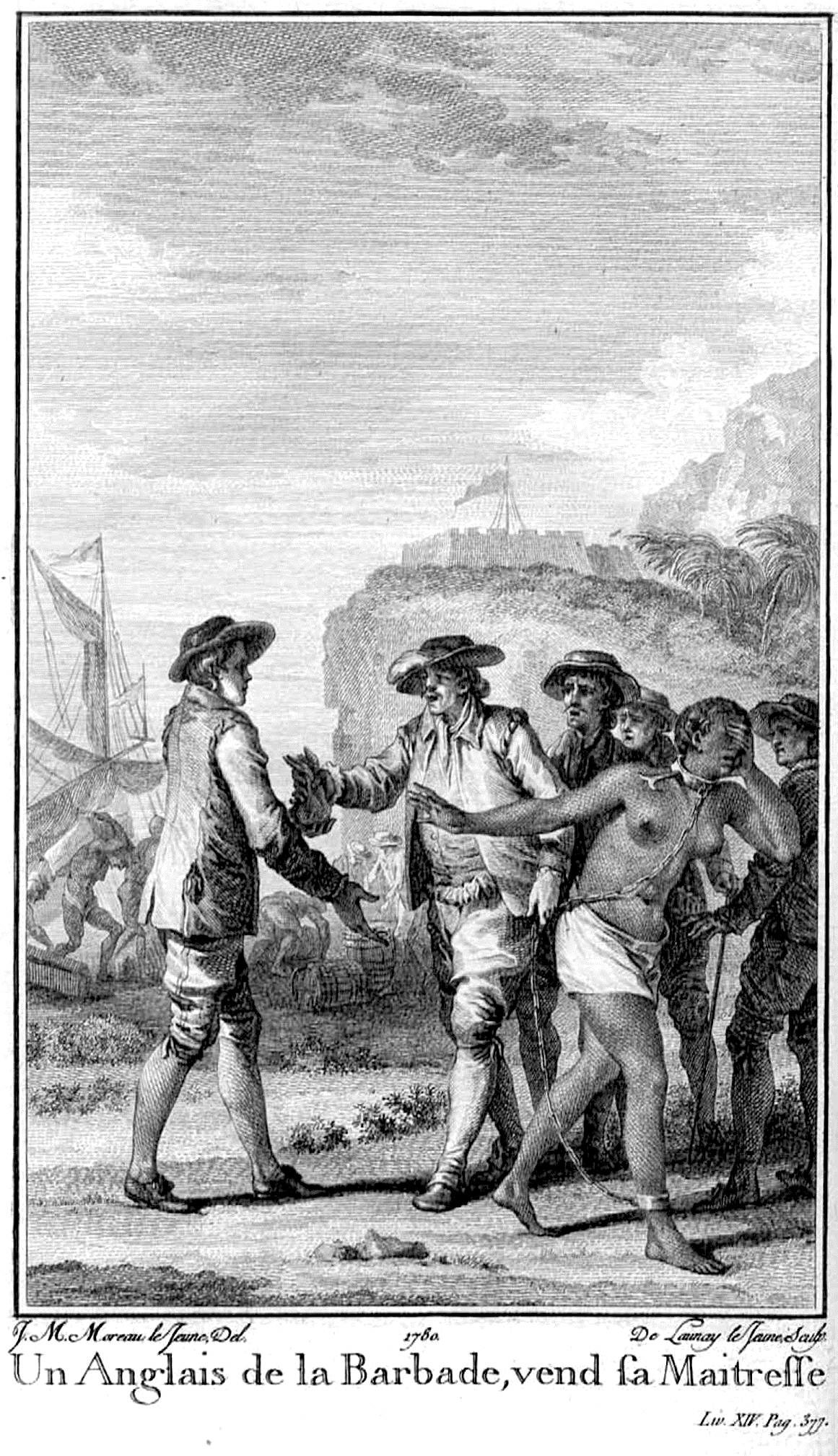
Frontispice du tome 8 de lHistoire des deux Indes.

Celui-ci fit preuve d'un dévouement puis d'une douleur profonde lors de sa perte le 17 avril. Il ne lui survécut que peu de jours ; on prétend qu’il avait demandé que la tombe de ce dernier restât ouverte, ayant le pressentiment que le chagrin ne tarderait pas à le réunir à son ami, sans lequel il ne pouvait plus vivre. Après sa mort, survenue le 8 mai, le maréchal de Noailles fait placer un monument en marbre sur la tombe des deux amis dans le cimetière de Saint-Germain.

## Œuvres
Il collabore avec l'abbé Raynal, auteur de l’Histoire des deux Indes (1770), en rédigeant les passages anti-esclavagistes les plus véhéments. Ce n’était pas le seul collaborateur de Raynal, mais le plus actif.
Il est l'auteur d'un roman philosophique Télèphe, paru en 1784, en un volume in-8° ou en deux volumes in-12. Ce poème en prose, en douze livres, fut traduit en anglais et réimprimé en 1795, en 2 volumes in-18, avec figures. Le Mercure fit l’éloge de ce roman philosophique, comparé, dit Grimm, à Télémaque par des bureaux d’esprit, des académiciens et des femmes académiques.